# Metodo socratico
Il metodo socratico è un metodo dialettico d'indagine filosofica basato sul dialogo, descritto per la prima volta da Platone nei Dialoghi, aventi per protagonista il filosofo greco Socrate. Data la sua natura, è chiamato anche "maieutico" (dal greco μαιευτική (τέχνη), propriamente «(arte) ostetrica», «ostetricia», derivato di μαῖα «mamma, levatrice») nel senso che fa "nascere" la verità dall'interlocutore.

## Descrizione

### La maieutica
Il termine maieutica designa il metodo socratico così come è esposto da Platone nel Teeteto. L'arte dialettica, cioè, viene paragonata da Socrate a quella della levatrice: come quest'ultima, il filosofo di Atene intendeva "tirar fuori" all'allievo pensieri assolutamente personali, a differenza di quanti volevano imporre le proprie vedute agli altri con la retorica e l'arte della persuasione (Socrate, e attraverso di lui Platone, si riferiscono in questo senso ai Sofisti). Parte integrante del metodo è il ricorso a battute brevi e taglienti - ovvero la brachilogia -, in opposizione ai lunghi discorsi degli altri, e la rinomata ironia socratica .
Nel racconto dello stesso Socrate, l'ispirazione per questo tipo di dialettica derivava dall'esempio che il filosofo aveva tratto da sua madre, la levatrice Fenarete. Si trovano spunti e rielaborazioni del termine nello stesso Platone, durante tutto il Rinascimento e altrove.
La maieutica comincia dopo le fasi del rapporto maestro-discepolo e dell'ironia. Il rapporto tra adulto e ragazzo (Socrate-discepolo) in Grecia era una cosa lecita anche dal punto di vista erotico (in una persona si ammiravano non l'aspetto fisico, ma l'intelligenza e la raffinatezza spirituale). Socrate non arrivava al sesso. Il discepolo a quel punto era libero di scegliere se continuare il rapporto da un punto di vista ideologico oppure andarsene. Continuando questo rapporto, subentrava la fase dell'ironia (finzione). Socrate fingeva di abbassarsi al livello culturale del discepolo ponendogli domande e rendendolo partecipe delle proprie. Solo in questo modo e mediante il dialogo Socrate riusciva a fare il lavoro della levatrice. Come la levatrice porta alla luce il bambino, Socrate portava alla luce le piccole verità dal discepolo. La maieutica quindi non è l'arte d'insegnare, ma di aiutare. La verità non è insegnabile perché è un sapere dell'anima; per questo Socrate non inculcava nei suoi "discepoli" le proprie idee, ma li aiutava a "partorire la loro verità".
Il metodo socratico, basato dunque su domande e risposte tra Socrate e l'interlocutore di turno, procede per confutazione, ossia per eliminazione successiva delle ipotesi contraddittorie o infondate. Esso consiste nel portare gradualmente alla luce l'infondatezza delle convinzioni che siamo abituati a considerare come scontate e che invece a un attento esame rivelano la loro natura di “opinioni”. Tale metodo è detto “maieutico” (ostetrico) perché conduce per mano l'interlocutore con brevi domande e risposte per indurlo ad accorgersi della propria ignoranza e a riconoscere il criterio della verità rispetto alla falsità delle sue presunzioni. Quindi non si basa sul tentativo di vincere l'interlocutore con la propria abilità retorica, così come facevano i sofisti. Socrate non contestava il fatto in sé che si potessero avere verità definitive, ma che venissero spacciate per tali delle convinzioni che non lo erano.
Aristotele, a dir la verità in maniera poco chiara, avrebbe attribuito a Socrate la scoperta del concetto e del metodo induttivo, sostenendo però al contempo la loro inadeguatezza al trattamento dei problemi dell'etica.
In realtà il dialogo socratico ha un valore morale basato sul rispetto dell'interlocutore.

### Il valore morale del dialogo socratico
Il dialogo socratico non rappresenta uno strumento conoscitivo ma «è esso stesso realizzazione del sommo bene» che Socrate si preoccupa di mettere «in pratica in ogni circostanza della vita come il supremo dovere e il supremo bene morale».

#### Socrate vero sapiente

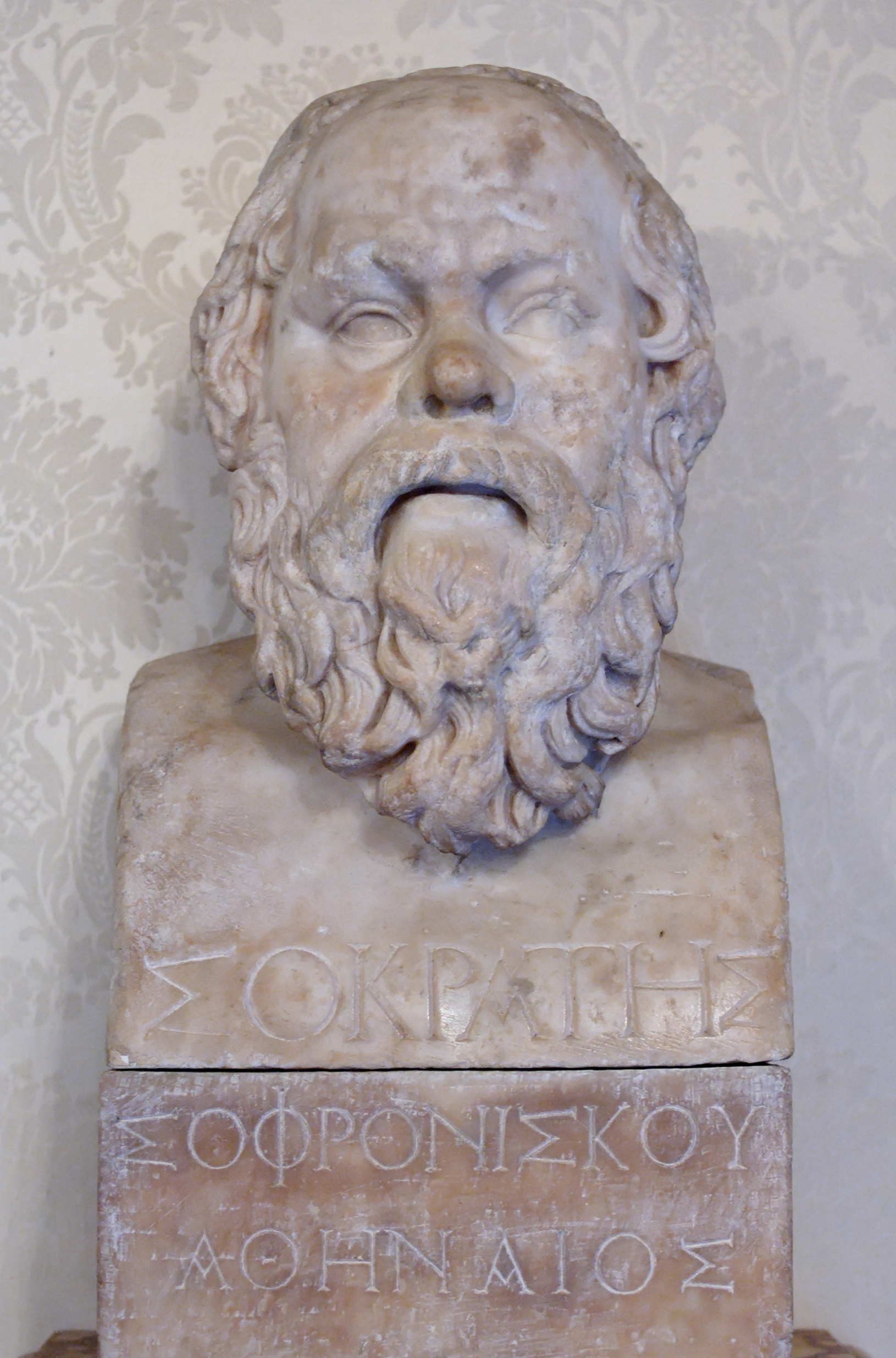
Busto di Socrate nei Musei Capitolini - Roma

Secondo l'interpretazione di Gabriele Giannantoni, la dottrina socratica sarebbe spesso travisata per quanto riguarda valore e funzione del dialogo socratico. Tutto deriva da una interpretazione di Aristotele, primo storico della filosofia, che vede il filosofo ateniese come un anticipatore della sua stessa filosofia, quella della definizione del concetto. Socrate, cioè, nei dialoghi platonici, secondo Aristotele, si sarebbe inutilmente sforzato di arrivare a una verità razionale definita una volta per tutte: tentativo invece realizzato in modo formale dalla logica aristotelica.
Secondo Platone, la maieutica di Socrate si sarebbe fermata allo stadio del pensiero non ancora filosofico (dianoia) senza pervenire alla più alta forma della conoscenza umana che è l'intellezione pura delle idee assolute (noēsis): Platone critica in un certo senso il limite del dialogo che, nella forma da lui pervenutaci, non riuscì mai a produrre una definizione dogmatica e perentoria, un intellegibile universale in relazione alla sua domanda costante, che cosa siano il vero, il bello, l'utile e il giusto. Nell'ambito della cosiddetta metafora della linea continua, lo stadio conseguito dal maestro spirituale di Platone è quello tipico del sapere matematico-geometrico che presenta il vantaggio della verificabilità sensibile e visiva, ma vive di ipotesi, oltre ad essere un discorso di tipo analitico e talora disperdente. Negli stessi dialoghi, malgrado il martirio di Socrate, Platone è descritto come il primo filosofo che pervenne alla contemplazione noetica delle idee e a un sapere certo, completo, non contraddittorio e non ipotetico che è identificato con la noēsis, e che costituisce anche la perfezione della virtù platonica della sapienza (in greco antico: sophìa).
In realtà la dottrina socratica del dialogos vuol mostrare la relatività del sapere, ossia l'idea del sapere mai definitivo: ecco perché Socrate è il più sapiente degli uomini, come ha detto l'oracolo al suo amico Cherefonte; egli sa che l'uomo è "ignorante", mentre i più, come i sofisti, credono di sapere (ma non sanno).
È questa secondo Platone una delle colpe di Socrate: lui, che era vero sapiente, si dichiarava ignorante, i sofisti, veri ignoranti, facevano professione di sapienza. In questo modo il maestro contribuiva a distorcere il ruolo della filosofia. Egli stesso al processo, pur avendo rifiutato l'aiuto di un "avvocato" sofista, per l'abitudine di Socrate di dialogare in strada e nei più diversi luoghi, era stato ritenuto dagli Ateniesi un sofista lui stesso.

#### Socrate, nemico politico
Saranno i politici a istruire contro di lui false accuse che porteranno al processo e alla condanna a morte. Sottoposti al dialogo da Socrate, che cerca di confutare l'oracolo mostrandogli che vi sono uomini con fama di grandi sapienti, essi si mostreranno per quello che sono: parolai che credono di possedere verità assolute, ma che in realtà non sanno "definire" ciò che credono di sapere. Essi quindi saranno costretti a dichiarare la loro ignoranza e presunzione e da quel momento odieranno Socrate.
Socrate, quindi, per il regime democratico conservatore dell'Atene dopo la morte di Pericle, con la sua fama presso i giovani è un pericoloso avversario politico, un avversario da eliminare: egli mostra l'inadeguatezza della classe politica dirigente e anima la contestazione giovanile, con l'uso critico della ragione insegna a rifiutare ciò che si vuole imporre con la forza della tradizione o per una valenza religiosa.

#### Il rispetto delle leggi

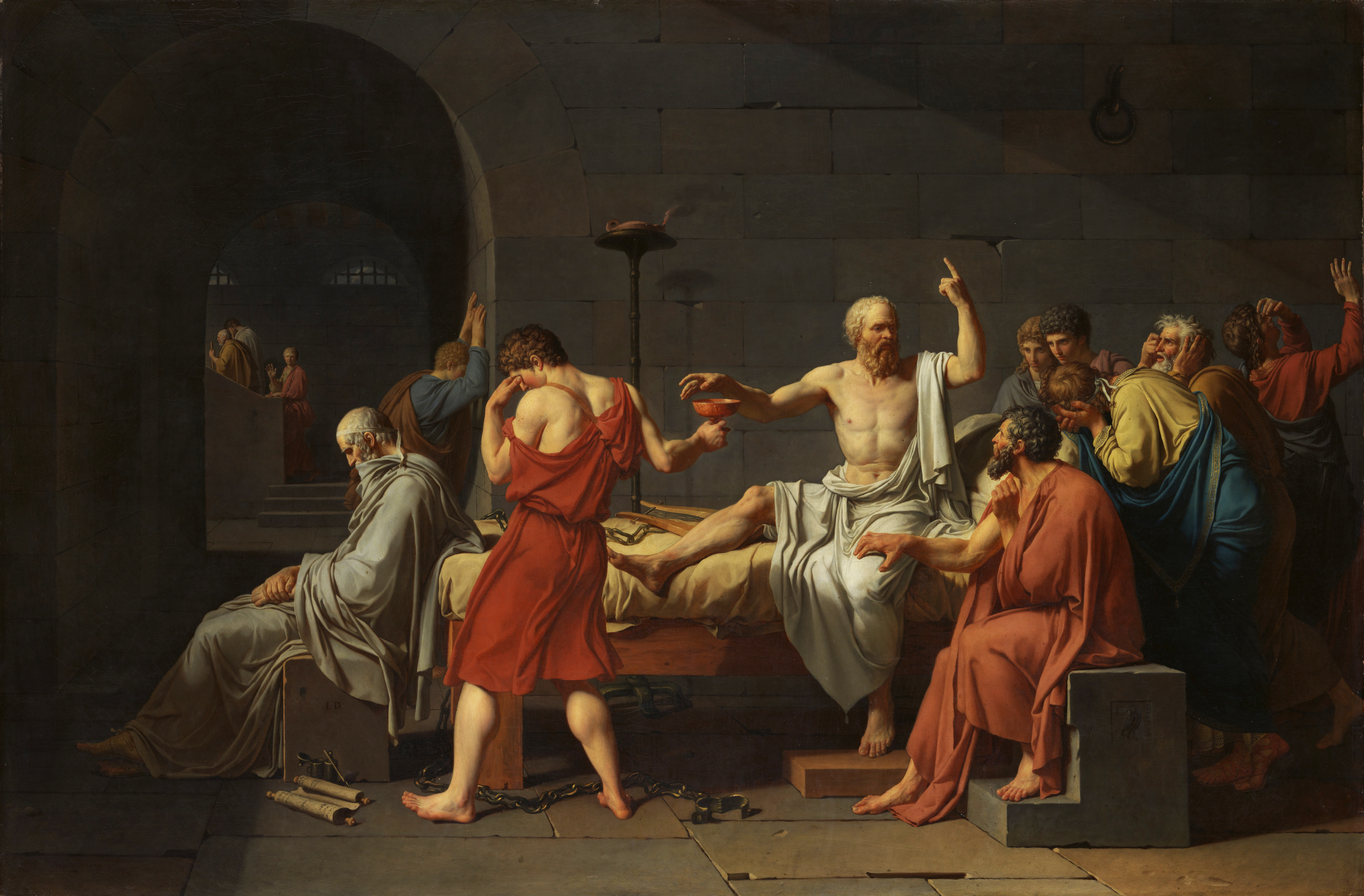
David - La morte di Socrate

Socrate non può sfuggire alla condanna già decisa nel suo processo e d'altronde non tenterà di evitare la morte fuggendo, come gli suggeriscono gli amati discepoli, i quali non capiscono perché il maestro accetti l'ingiusta sentenza. Il comportamento di Socrate appare al senso comune dovuto a un malinteso principio di legalità, a un obbedire alle leggi sempre e comunque.
In realtà, sosterrà Socrate, egli ha prima "dialogato" con le leggi ateniesi e si è convinto della loro giustezza; per questo egli è vissuto sempre ad Atene. Ora però queste stesse leggi sono ingiuste in quanto condannano un innocente; ma questo non autorizza a violarle. Se ciò avvenisse, si offenderebbero gli ateniesi che ritengono giusta la sua condanna; bisognerebbe allora usare il dialogo e convincerli: ma ormai, dice, "me ne manca il tempo" e poiché "è meglio subire ingiustizia piuttosto che farla", Socrate accetta serenamente la morte. Il rispetto della legge non è subordinato al nostro interesse particolare: essa va rispettata anche quando la si ritiene ingiusta, ma nel contempo è nostro dovere adoperarsi per modificarla col consenso degli altri.

#### Il valore teoretico e morale del dialogo
Quindi la fedeltà al principio del dialogo fa accettare a Socrate anche la morte.
Il dialogo quindi per un verso, com'è riportato dal giovane discepolo Platone, è sempre "inconcludente"; non porta mai a termine ciò di cui si discute, non chiude, non definisce la verità una volta per tutte: la verità va sempre rimessa in discussione. Ma per un altro verso è proprio con il metodo socratico delle "brevi domande e risposte" che l'interlocutore, rispettato nel suo diritto di capire e fare obiezioni, è costretto a confessare la sua "ignoranza", capisce finalmente di "sapere di non sapere".
Accanto alla relatività del sapere, chi dialoga con Socrate apprende non solo il valore teoretico del dialogo come ricerca comune di una verità sempre provvisoria, ma anche il valore morale (to meghiston agathòn, il sommo bene), questo sì definitivo: il rispetto dell'interlocutore.

### In pratica
Il metodo può essere utilizzato da un professore capace per insegnare agli studenti non delle nozioni, ma la predisposizione a pensare con la loro testa. Ecco alcuni fondamenti di questo metodo:
- L'insegnante e gli allievi devono essere d'accordo sull'argomento da trattare.
- Gli studenti devono accettare di rispondere alle domande dell'insegnante.
- L'insegnante e gli allievi devono convenire sul fatto che il procedimento razionale in questione debba avere almeno la stessa importanza dei fatti veri e propri (da cui il ragionamento prende le mosse, ma nei quali non deve esaurirsi, se il fine è quello di oltrepassare i limiti dell'opinione per aspirare a conclusioni più generali).
- L'insegnante dovrà mostrare agli allievi come evitare errori nel ragionamento; soprattutto, dovrà mostrare quanto sia radicata la tendenza a proporre le proprie convinzioni personali come verità ovvie e immediatamente condivisibili su un piano universale. Questo richiede un grande talento da parte del docente e una grande rapidità nel valutare le risposte e nel formulare le domande che siano maggiormente in grado di portare avanti fruttuosamente il dialogo; il che non esclude che egli possa anche esser ripreso dagli allievi, ove questi individuino errori da parte sua.

Si tratta di un metodo di formazione più che di informazione (come ha sottolineato Pierre Hadot), che rivela i suoi limiti all'interno di un'istituzione scolastica volta a valutare gli studenti e a consegnare titoli di riconoscimento. È innegabile la sua ricchezza dal punto di vista pedagogico, soprattutto in quanto incoraggia un atteggiamento attivo nei confronti della conoscenza, anziché un atteggiamento passivo di ricorso all'autorità.

### Applicazione
Socrate ha spesso utilizzato il suo metodo ai fini della definizione di concetti morali quali la virtù, la pietà, la saggezza, la temperanza, il coraggio e la giustizia. Socrate non prende mai posizione a favore o contro una certa opinione: egli stesso dichiara a monte la sua ignoranza (ironia socratica). Si narra che l'oracolo di Delfi l'avesse dichiarato l'uomo più saggio della Grecia, proprio perché egli era consapevole di «sapere di non sapere» mentre gli altri credevano di sapere ed erano ignoranti, pieni delle loro personali convinzioni, non si rendono conto della loro stessa incapacità di attingere a una verità definitiva. Socrate si sforza dunque di condurre l'interlocutore a riconoscere che i suoi non sono altro che tentativi, destinati a fallire, di arrivare alla verità una volta per tutte. Socrate ritiene infatti che non si possa riconoscere la relatività della verità se non ci si libera delle "false opinioni" che fanno credere di possedere la verità assoluta.

## Confutazione nel dialogo socratico
Socrate dichiara il proprio "non sapere", perciò nessuna delle confutazioni che egli opera potrà essere basata sulla contrapposizione di una verità, che Socrate conosce, all'errore dell'interlocutore.
Di conseguenza, Socrate si impone un metodo di discussione che faccia affidamento solo su ciò che l'interlocutore afferma, accetta e riconosce da sé. 

Come si può dimostrare falsa un'affermazione senza contrapporgliene direttamente una vera?
La risposta è: esaminando le conseguenze di tale affermazione. Dopo aver chiesto all'interlocutore di pronunciarsi esplicitamente e chiaramente su ciò che ritiene vero attorno a un certo tema, Socrate procede derivando, da quello che l'interlocutore ha fissato come punto d'avvio, delle conseguenze, delle quali l'interlocutore non era chiaramente consapevole.
Questa è la “messa alla prova” delle credenze dell'interlocutore.
La confutazione può avvenire in diversi modi, dotati di diverso grado di forza argomentativa.
- Il modo più forte è quello della “reductio ad absurdum”, ben noto e brillantemente applicato nella matematica, ma anche nelle argomentazioni ontologiche e fisiche di Parmenide, Zenone di Elea e Democrito. In questo caso, dall'ipotesi esaminata derivano delle conseguenze che la contraddicono o che si contraddicono fra loro e l'ipotesi deve, perciò, essere scartata. L'applicazione nei dialoghi socratici di questa modalità non è, però, continua né esclusiva e neppure molto frequente.
- Il secondo modo è la riduzione al falso: rispetto all'ipotesi o alle sue conseguenze vengono presentati degli esempi tratti dall'esperienza che non possono essere inquadrati entro l'ipotesi e perciò la contraddicono (chiamiamoli “controesempi”). Pur senza essere impossibile, l'ipotesi risulta - così - non vera; le cose non vanno come l'ipotesi prevede.
- Una terza modalità, più debole, è il derivare, da una delle ipotesi sostenute dall'interlocutore, delle conseguenze che contraddicono altre convinzioni dell'interlocutore. A rigore, così, non si dimostra che l'ipotesi in questione sia falsa, ma solo che l'interlocutore sostiene diverse tesi che non possono essere tutte vere; almeno una di esse dovrà essere falsa, anche se non sappiamo quale. La discussione mette in risalto le contraddizioni che l'interlocutore portava con sé senza esserne consapevole.

Spieghiamo meglio queste tre modalità attraverso esempi e chiarimenti, vedendole, però, in ordine inverso: dalla più debole alla più forte.

### Il conflitto delle credenze nella mente dell'interlocutore
Questa più debole forma di confutazione è molto frequente nei dialoghi socratici e spesso prende l'aspetto più interessante e affascinante.
È soprattutto attraverso questa frequente modalità che l'insegnamento di Socrate si rivolge direttamente alla persona che egli “interroga” e ne svela i conflitti interni, svolgendo così una “terapia dell'anima”. 

Presa di per sé, la si può chiamare confutazione solo in un senso improprio, perché, a regola, non sappiamo mai, da essa sola, quale delle tesi che si contraddicono sia da considerare confutata.
Se le tesi in conflitto sono due, sappiamo solo che non possono essere entrambe vere, ma le altre possibilità rimangono tutte: può essere falsa l'una, o l'altra, o entrambe.
Prendiamo un esempio dall’Eutifrone.
In un primo passaggio Socrate domanda a Eutifrone se siano vere le storie mitologiche sugli dei e sui loro conflitti e sulle inimicizie intercorrenti fra loro. Eutifrone risponde affermativamente: la credenza in tale mitologia è una componente profonda della sua personalità e delle sue convinzioni.
Poco dopo, però, Eutifrone - che si proclama esperto della santità (ossia di tutto ciò che riguarda il rapporto fra gli uomini e gli dei) - afferma che “pio” (o “santo”) è ciò che è “caro agli dei”. In sostanza egli sta sostenendo che esista un sapere attorno a ciò che è “caro agli dei” e che sulla base di tale sapere gli uomini (guidati da esperti, quali Eutifrone) possano regolarsi in pratica nei loro rapporti con essi.
A questo punto Socrate fa notare l'incompatibilità tra la credenza nei miti sul conflitto fra gli dei (se questi sono in conflitto, vuol dire che gradiscono cose diverse) e la pretesa di conoscere ciò che è caro agli dei con la sicurezza che Eutifrone ostenta. Ciò che è caro agli dei sarà controverso (un dio amerà ciò che un altro odia) e – di conseguenza – il sapere compatto e sicuro attorno a tale soggetto sarà impossibile.
Proviamo ora a chiarire questa mossa del dialogo socratico. Uscendo per un attimo fuori dal contenuto letterale del testo, cerchiamo di immaginare alcune conseguenze estreme ed esemplari che si sarebbero potute trarre dalla difficoltà, se solo Eutifrone ne fosse stato più consapevole.
I tipi di esito sono tre:
- si lascia cadere la credenza nei miti e si salva la convinzione che si possa avere un sapere attorno alla divinità. In questo caso la divinità si concepisce come qualcosa che non può essere descritto con i racconti tradizionali, ma che è in sé razionale (conoscibile con l'indagine) e coerente. Il santo e l'empio saranno così derivabili senza rischio di contraddizioni da tale nozione della divinità. Questa è la soluzione che, senza che lo pronunci qui apertamente (è Eutifrone, e non è lui, che deve render conto del proprio sapere!), Socrate mostra di preferire;
- si conservano le credenze nel conflitto degli dei e si rinuncia a trovare una regola, comprensibile all'uomo e da lui applicabile in pratica, attorno a come rendersi graditi agli dei (la “scienza” del santo e dell'empio). La visione che ne deriva è quella di un universo “tragico”, nel quale coltivare ciò che è caro a una divinità può metterci in balia dell'odio di un'altra, come in effetti accade a molti degli eroi epici e tragici raffigurati nella poesia greca: di fronte alle immani forze in conflitto del divino, sono inutili tutti gli espedienti della previdenza e del sapere dell'uomo;
- si lasciano cadere entrambe le credenze. Ad es. con una posizione ateistica, oppure con una tesi simile a quella che sosterrà Epicuro (III secolo a.C.): gli dei, perfetti e beati, non hanno passioni negative (non è possibile pensarli in conflitto), ma, in quanto perfetti, beati e autosufficienti, sono indifferenti a ciò che fanno gli uomini e nulla di umano sarà loro odioso né gradito.

Come si vede, dalla confutazione che Socrate rivolge a Eutifrone, non possiamo concludere nulla su quale tesi sia da considerare falsa. Sappiamo solo che non si può pretendere di affermarle entrambe. In questo consiste la “debolezza” di questa modalità di confutazione.

### Controesempi e falsificazione
Questa modalità è di carattere oggettivo, poiché – a differenza della precedente - non si riferisce all'insieme delle credenze che sono nella mente di una persona e alla loro compatibilità, ma alla verità di ciascuna di esse, a prescindere da chi le sostenga.
In questo senso la possiamo dire “più forte”: se applicata correttamente, infatti, è tale da mostrare falsa la tesi a cui si rivolge.
Per il chiarimento e per un esempio riportiamo un breve passo dalla Storia della logica dei coniugi Kneale, nel quale tale modalità viene paragonata alla “reductio ad absurdum”:
"Socrate aveva adattato ai propri fini il metodo di Zenone. È difficile arrivare a qualcosa di certo sulla dottrina del Socrate storico, ma quei passi platonici che, per la loro drammaticità, sembrano la testimonianza più attendibile al riguardo, fanno pensare che Socrate non fosse meramente un amatore della conversazione filosofica, ma un uomo che praticava una ben definita tecnica di confutazione delle ipotesi: mostrare che esse avessero conseguenze incompatibili o inaccettabili. [...] Ma si noti che la confutazione socratica differisce da quella zenoniana in questo: non v'è bisogno che le conseguenze tratte dalle ipotesi siano contraddittorie; in certi casi esse possono essere semplicemente false".
Il caso delle conseguenze “semplicemente false” è esemplificato dai Kneale con un passo del Menone: dall'esame dell'ipotesi dell'insegnabilità della virtù, si arriva alla conclusione che, se la virtù fosse insegnabile gli uomini più virtuosi l'avrebbero trasmessa ai figli; ma casi di insuccesso di genitori illustri e virtuosi, Temistocle, Pericle, etc., i cui figli risultarono inetti, falsificano l'ipotesi. Qui l'ipotesi è smentita da un dato di fatto incompatibile con essa.

### Reductio ad absurdum
Veniamo ora alla più forte delle modalità di confutazione praticate da Socrate.
Un esempio piuttosto elaborato di reductio ad absurdum applicato da Socrate lo troviamo nel dialogo intitolato Ippia minore.
Alla conclusione del dialogo, Socrate porta l'interlocutore ad ammettere la tesi paradossale e urtante, secondo la quale chi faccia il male volontariamente sia migliore di chi lo faccia involontariamente e – detto ancora più chiaramente – solo un uomo buono può fare il male volontariamente: "Dunque chi volontariamente erri e di propria volontà si comporti vergognosamente e ingiustamente, un simile uomo, sempre che esista, non può essere altro che l'uomo buono".
La conclusione è contraddittoria e ciò è evidente se sostituiamo l'espressione finale l'uomo buono con la sua equivalente colui che non fa il male.
È questo il punto d'arrivo al quale il lettore del dialogo deve perciò giungere, cioè che tale uomo non esista, ossia che nessuno faccia il male volontariamente.
Il Taylor riassume così il senso dell'argomentazione:
"L'uomo che conosce veramente il bene ma sceglie qualcos'altro non può esistere, come non può esistere un quadrato rotondo ed è appunto perché tale persona non esiste che si possano asserire a proposito di lui i paradossi più audaci".